# Rychle a zběsile: Závodníci v utajení
Rychle a zběsile: Závodníci v utajení (v anglickém originále Fast & Furious Spy Racers) je americký animovaný televizní seriál, který měl premiéru 26. prosince 2019 na Netflixu. Vedoucími producenty seriálu, který je založen na filmové sérii Rychle a zběsile od Garyho Scotta Thompsona, jsou Tim Hedrick, Bret Haaland, Vin Diesel, Neal H. Moritz a Chris Morgan. Hedrick a Haaland slouží také jako showrunneři pořadu.
Druhá řada seriálu s podtitulem Rio měla premiéru 9. října 2020. Třetí řada s podtitulem Sahara měla premiéru 26. prosince 2020. Čtvrtá řada s podtitulem Mexiko měla premiéru 16. dubna 2021. Pátá řada s podtitulem Jižní Pacifik měla premiéru 13. srpna 2021. Závěrečná šestá řada s podtitulem Návrat domů měla premiéru 17. prosince 2021.

## Děj
Bratrance Dominica Toretta, Tonyho, najme vládní agentura, aby se společně s přáteli infiltroval do elitní závodní ligy sloužící jako zástěrka pro zločineckou organizaci SH1FT3R, která se usiluje o ovládnutí světa.
Ve druhé řadě se tým vydá do Brazílie na tajnou misi, aby našel Laylu Grayovou a zabránil potenciální světové nadvládě v rukou dcery známého gangu v Rio de Janeiru, která byla dlouho považována za mrtvou.
Ve třetí řadě Tony a jeho parta podniknou nebezpečnou cestu do saharské pouště poté, co slečna Nikde záhadně zmizí na tamní misi a všichni agenti odhalí spiknutí maniakálního darebáka používající meteorologické družice na dálkové ovládání.
Ve čtvrté řadě jsou slečna Nikde a Tonyho parta obviněni ze zločinu, který nespáchali,  a tak musí utéct do Mexika, aby našli skutečného viníka a očistili svá jména.
V páté řadě se hrdinové vydávají do jižního Pacifiku, aby zachránili jednoho z nich a čelili dávnemu nepříteli.
V šsté řadě hrdiny čeká boj se starou nemesis, který je zavede zpátky do Los Angeles.

## Obsazení

### Hlavní postavy
| Postava                  | Původní dabing         | Český dabing     | Popis | Řady            | Řady            | Řady            | Řady            | Řady            | Řady            |
| Postava                  | Původní dabing         | Český dabing     | Popis | 1               | 2               | 3               | 4               | 5               | 6               |
| ------------------------ | ---------------------- | ---------------- | --- | --------------- | --------------- | --------------- | --------------- | --------------- | --------------- |
| Anthony „Tony“ Toretto   | Tyler Posey            | Oldřich Hajlich  | mladší bratranec Dominica Toretta, který touží být legendou jako Dom                                                     | hlavní          | hlavní          | hlavní          | hlavní          | hlavní          | hlavní          |
| Margaret „Echo“ Pearlová | Charlet Chung          | Anna Brousková   | Tonyho kamarádka, talentovaná umělkyně a špiónka                                                                         | hlavní          | hlavní          | hlavní          | hlavní          | hlavní          | hlavní          |
| Cisco Renaldo            | Jorge Diaz             | Robert Hájek     | mechanik a Tonyho kamarád                                                                                                | hlavní          | hlavní          | hlavní          | hlavní          | hlavní          | hlavní          |
| Layla Grayová            | Camille Ramsey         | Lucie Kušnírová  | Pozoruhodná podzemní závodnice, pracující pro SH1FT3R jako Shashiho pravá ruka. Ve druhé řadě se přidala k Tonyho partě. | hlavní          | hlavní          | hlavní          | hlavní          | hlavní          | hlavní          |
| Frostee Benson           | Luke Youngblood        | Matěj Převrátil  | 13letý počítačový génius a Tonyho kamarád                                                                                | hlavní          | hlavní          | hlavní          | hlavní          | hlavní          | hlavní          |
| Shashi Dhar              | Manish Dayal           | Michal Holán     | šéf zločinecké organizace SH1FT3R                                                                                        | hlavní          | Does not appear | Does not appear | Does not appear | hostující       | hostující       |
| slečna Nikde             | Renée Elise Goldsberry | Martina Šťastná  | tajná agentka, která slouží jako prostředník mezi týmem Tonyho Toretta a její vládní agenturou                           | hlavní          | hlavní          | hlavní          | hlavní          | hlavní          | hlavní          |
| Rafaela Morenová         | Avrielle Corti         | Malvína Pachlová | dcera známého lorda zločinu v Rio de Janeiru                                                                             | Does not appear | hlavní          | vedlejší        | hostující       | Does not appear | hostující       |
| Cleve Kelso              | David A. Thomas        | Petr Pospíchal   | zkorumpovaný miliardář odpovědný za smrt Shashiho rodičů                                                                 | hostující       | Does not appear | hlavní          | Does not appear | Does not appear | hostující       |
| Moray                    | Jason Hightower        | Petr Gelnar      | pomstychtivý bývalý člen agentury a expřítel slečny Nikde                                                                | Does not appear | Does not appear | Does not appear | hlavní          | Does not appear | Does not appear |
| Sudarikov                | Fred Tatasciore        | Richard Trsťan   | ruský oligarcha a obchodník se zbraněmi                                                                                  | hostující       | Does not appear | Does not appear | Does not appear | hlavní          | Does not appear |
| Dann                     | India de Beaufort      | Petra Hobzová    | super inteligentní kyborg vytvořený vládní agenturou                                                                     | Does not appear | Does not appear | Does not appear | Does not appear | Does not appear | hlavní          |

### Vedlejší a hostující postavy
| Postava                 | Původní dabing       | Český dabing       | Popis | Řady            | Řady            | Řady            | Řady            | Řady            | Řady            |
| Postava                 | Původní dabing       | Český dabing       | Popis | 1               | 2               | 3               | 4               | 5               | 6               |
| ----------------------- | -------------------- | ------------------ | --- | --------------- | --------------- | --------------- | --------------- | --------------- | --------------- |
| Gary                    | Tru Valentino        | Martin Zahálka     | asistenti slečny Nikde | vedlejší        | vedlejší        | vedlejší        | vedlejší        | vedlejší        | vedlejší        |
| Julius                  | Tru Valentino        | Petr Burian        | asistenti slečny Nikde | hostující       | hostující       | hostující       | vedlejší        | vedlejší        | vedlejší        |
| Scadan                  | Tru Valentino        | Jan Battěk         | závodník SH1FT3R | hostující       | hostující       | Does not appear | Does not appear | hostující       | Does not appear |
| Greg „Muscles“ Goldberg | Bayardo De Murguia   | Michal Holán       | Scadanova gorila | hostující       | Does not appear | Does not appear | Does not appear | hostující       | Does not appear |
| Sissy Bensonová         | Hania Riley Sinclair | Mariana Franclová  | Frosteeho sestra | hostující       | hostující       | hostující       | vedlejší        | Does not appear | hostující       |
| Wanda Bensonová         | Kimberly Brooks      | Adéla Kubačáková   | Frosteeho a Sissina matka a Tiffanina manželka                                                                                          | hostující       | hostující       | hostující       | hostující       | hostující       | hostující       |
| Tiffany Bensonová       | Secunda Wood         | Kateřina Březinová | Frosteeho a Sissina matka a Wandina manželka                                                                                            | hostující       | hostující       | hostující       | hostující       | hostující       | hostující       |
| Jun                     | Olivia Olson         | Eliška Nezvalová   | závodnice SH1FT3R | vedlejší        | Does not appear | hostující       | Does not appear | Does not appear | hostující       |
| Dominic „Dom“ Toretto   | Vin Diesel           | Luděk Čtvrtlík     | Tonyho bratranec, který je až příliš slávny na to, aby vykonával mise sám. A tak doporučil Tonyho slečně Nikde, aby dělal práci za něj. | speciální host  | speciální host  | Does not appear | Does not appear | Does not appear | hostující       |
| Mitch                   | Jimmy Tatro          | Petr Neskusil      | pouliční závodník | vedlejší        | hostující       | Does not appear | Does not appear | hostující       | hostující       |
| generál Dudley          | Tim Matheson         | Martin Hruška      | velitel armády | vedlejší        | Does not appear | hostující       | Does not appear | Does not appear | hostující       |
| agent Medina            | Eric Bauza           | Radek Hoppe        | člen vládní agentury | Does not appear | vedlejší        | hostující       | Does not appear | Does not appear | Does not appear |
| Beto                    | Rogelio T. Ramos     | Jiří Schwarz       | závodník | Does not appear | hostující       | Does not appear | Does not appear | Does not appear | Does not appear |
| Sandocal                | Omid Abtahi          | Petr Neskusil      | závodník | Does not appear | Does not appear | hostující       | Does not appear | Does not appear | Does not appear |
| Matsuo Mori             | Lanny Joon           | Vojtěch Hájek      | muž spolupracující s Clevem a Rafaelou                                                                                                  | Does not appear | Does not appear | vedlejší        | Does not appear | Does not appear | hostující       |
| Ziri                    | Jamaal Hepburn       | Roman Hajlich      | mladý vědec, kterého Kelso využil ke svým zločineckým plánům                                                                            | Does not appear | Does not appear | vedlejší        | Does not appear | Does not appear | Does not appear |
| Tuco                    | Danny Trejo          | Jiří Krejčí        | Ciscoův strýc, konspirační teoretik a slavný zápasník známý jako Král Ocelot                                                            | Does not appear | Does not appear | Does not appear | vedlejší        | Does not appear | Does not appear |
| Palindrome              | Big Show             | Marek Libert       | jeden z nejlepších operativců vládní agentury                                                                                           | Does not appear | Does not appear | Does not appear | vedlejší        | vedlejší        | vedlejší        |
| Manny                   | Jorge Diaz           | Jan Battěk         | bývalý závodník SH1FT3R | Does not appear | Does not appear | Does not appear | hostující       | Does not appear | hostující       |
| Rollie                  | Krizia Bajos         | Adéla Kubačáková   | bývalá závodnice SH1FT3R | Does not appear | Does not appear | Does not appear | hostující       | Does not appear | hostující       |
| Nacho                   | Raul Ceballos        | Petr Burian        | bývalý závodník SH1FT3R | Does not appear | Does not appear | Does not appear | hostující       | Does not appear | hostující       |
| El Mariposa             | Carlos Alazraqui     | Petr Burian        | zápasník | Does not appear | Does not appear | Does not appear | hostující       | Does not appear | Does not appear |
| Rusty                   | Fred Tatasciore      | Radek Hoppe        | Sudarikův asistent | hostující       | Does not appear | Does not appear | Does not appear | vedlejší        | hostující       |
| Goatherder              | Fred Tatasciore      | Zdeněk Maryška     | pastýř koz | Does not appear | Does not appear | Does not appear | Does not appear | Does not appear | hostující       |
| velitel White           | Paul Scheer          | Jiří Ployhar       | člen armády | Does not appear | Does not appear | Does not appear | Does not appear | Does not appear | hostující       |

## Řady a díly
| Řada | Díly | Premiéra na Netflixu |                   |
| ---- | ---- | -------------------- | ----------------- |
| 1    | 8    | 26. prosince 2019    | 26. prosince 2019 |
| 2    | 8    | 9. října 2020        | 9. října 2020     |
| 3    | 8    | 26. prosince 2020    | 26. prosince 2020 |
| 4    | 8    | 16. dubna 2021       | 16. dubna 2021    |
| 5    | 8    | 13. srpna 2021       | 13. srpna 2021    |
| 6    | 12   | 17. prosince 2021    | 17. prosince 2021 |

## Videohra
V květnu 2021 DreamWorks Animation a Universal oznámili, že připravují závodní hru podle seriálu od Netflixu pod názvem Fast & Furious: Spy Racers Rise of SH1FT3R ve spolupráci se studiemi 3D Clouds a Outright Games, která vyšla 5. listopadu 2021. Hra vypráví originální příběh odlišný od toho seriálového, který se točí se kolem organizace SH1FT3R a má 17 tratí založené na lokácích ze seriálu jako Los Angeles, Rio de Janeiro nebo poušť Sahara.